# Sungai Abang (Sarolangun)
Sungai Abang is een bestuurslaag in het regentschap Sarolangun van de provincie Jambi, Indonesië. Sungai Abang telt 1529 inwoners (volkstelling 2010).